# Nissan Primera
Nissan Primera är en bilmodell från Nissan tillverkad i tre generationer från 1990 till 2008. Första och andra generationen såldes i USA som Infiniti G20. Nissan Primera fanns som sedan, halvkombi och kombi med bensin- och dieselmotorer. Ordet "Primera" betyder på spanska "Första klass" eller "finaste".
Nissan Primera tillverkades i Nissans fabrik i Sunderland, England. Modellen genomgick generationsskiften år 1996 och 2002, och tillverkningen lades ned år 2008.

## Nissan Primera P10
År 1990 ersatte Nissan Primera modellen Bluebird, som varit i produktion sedan 1986. Första generationen av Primera hade framhjulsdrift med bensinmotorer på 1.6, 1.8 eller 2.0 liter. Från 1992 fanns en 2,0-liters dieselmotor tillgänglig. Modellen var Nissans första bil med Multilink-upphängning. I USA fanns modellen tillgänglig under namnet Infiniti G20.

## Nissan Primera P11
Andra generationen av Primera lanserades sent år 1995 i Japan och hösten 1996 i Europa. Modellen fanns med 1,6 eller 2,0-liters bensinmotorer samt en dieselmotor på 2,0-liter. Modellen fick en ansiktslyftning år 1999 som gjorde att bilen fick en mer modern front, nya klara strålkastare samt en ny grill. Även en ny motor och mer standardutrustning fanns efter ansiktslyftningen tillgänglig. Andra generationen såldes i USA som Infiniti G20

## Nissan Primera P12
Den tredje, och sista generationen av Primera introducerades i december 2001. Modellen fick nu en mer radikal design jämfört med tidigare generationer. Generation tre salufördes ej i USA under namnet Infiniti G20.

## Galleri

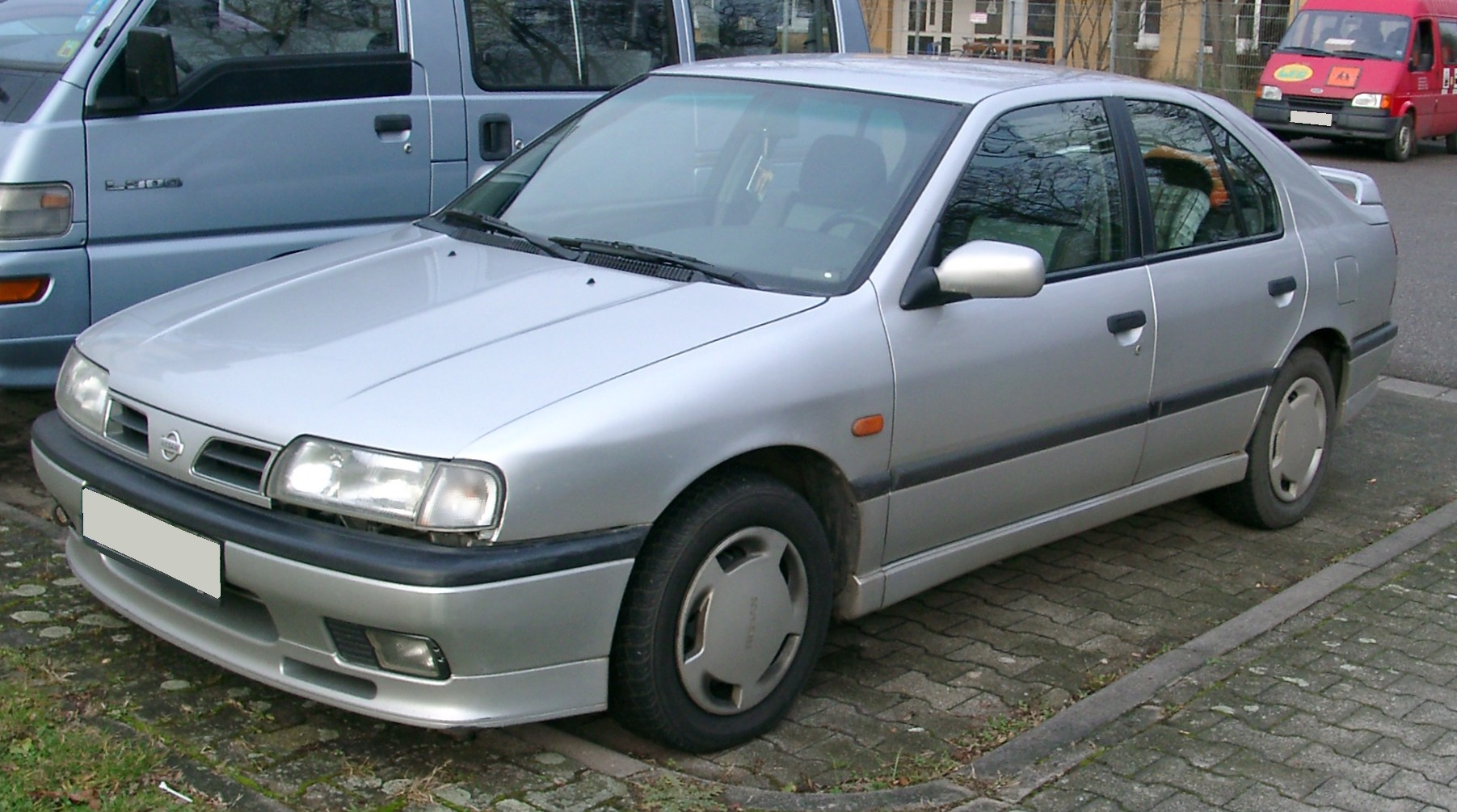
Generation 1 (P10)
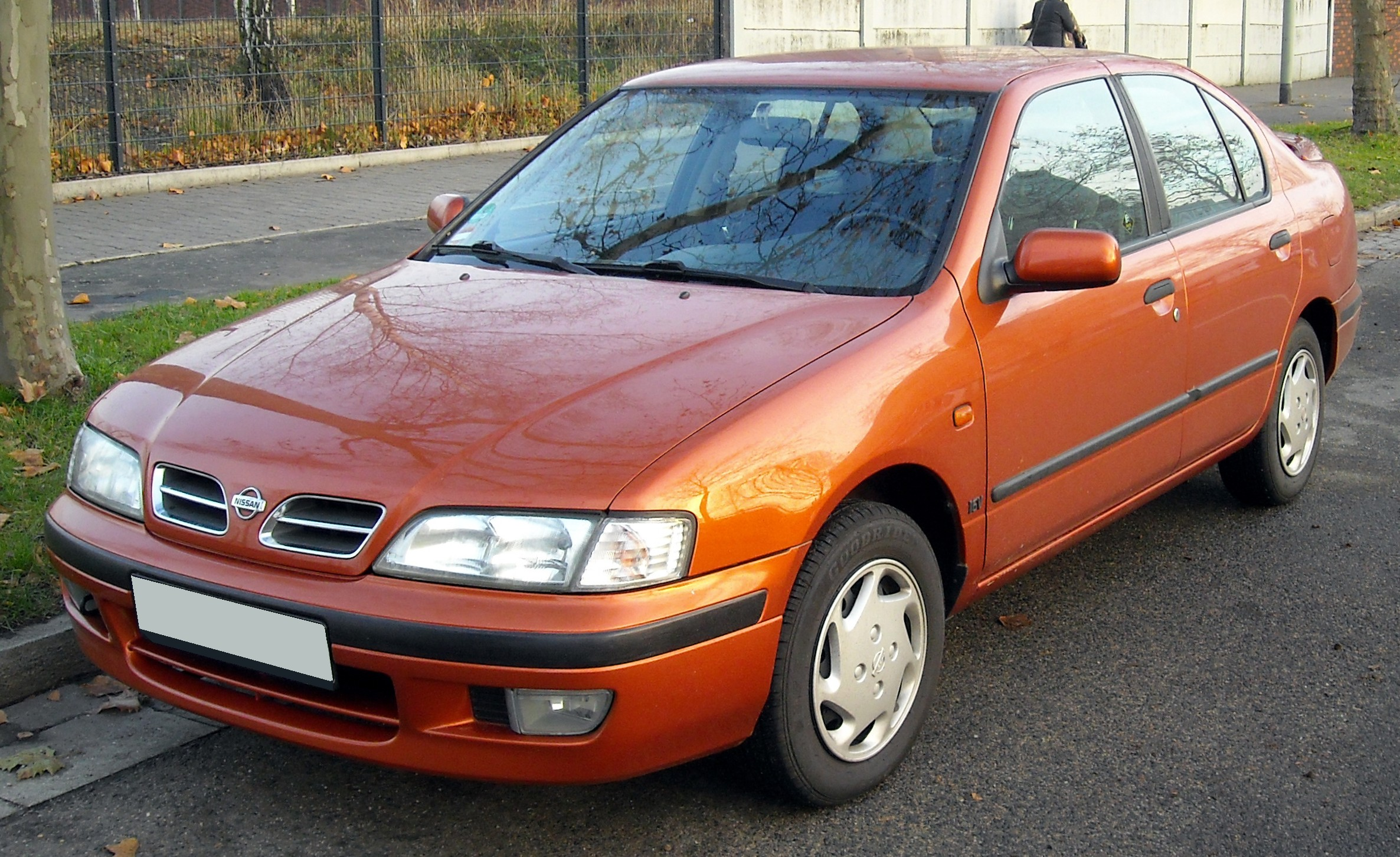
Generation 2 (P11 (före ansiktslyft))
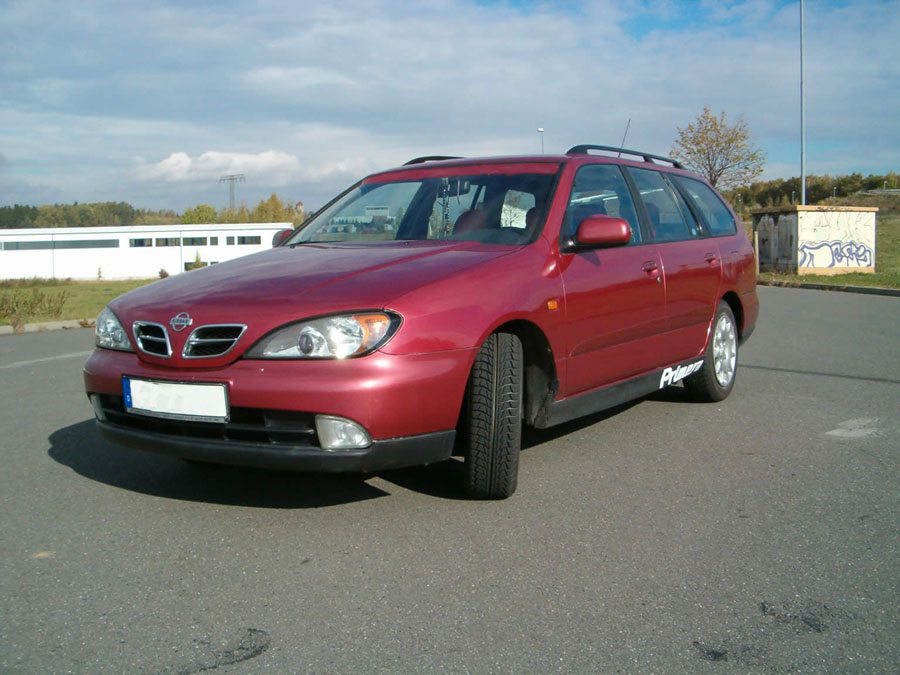
Generation 2 (P11 efter facelift år 1999)
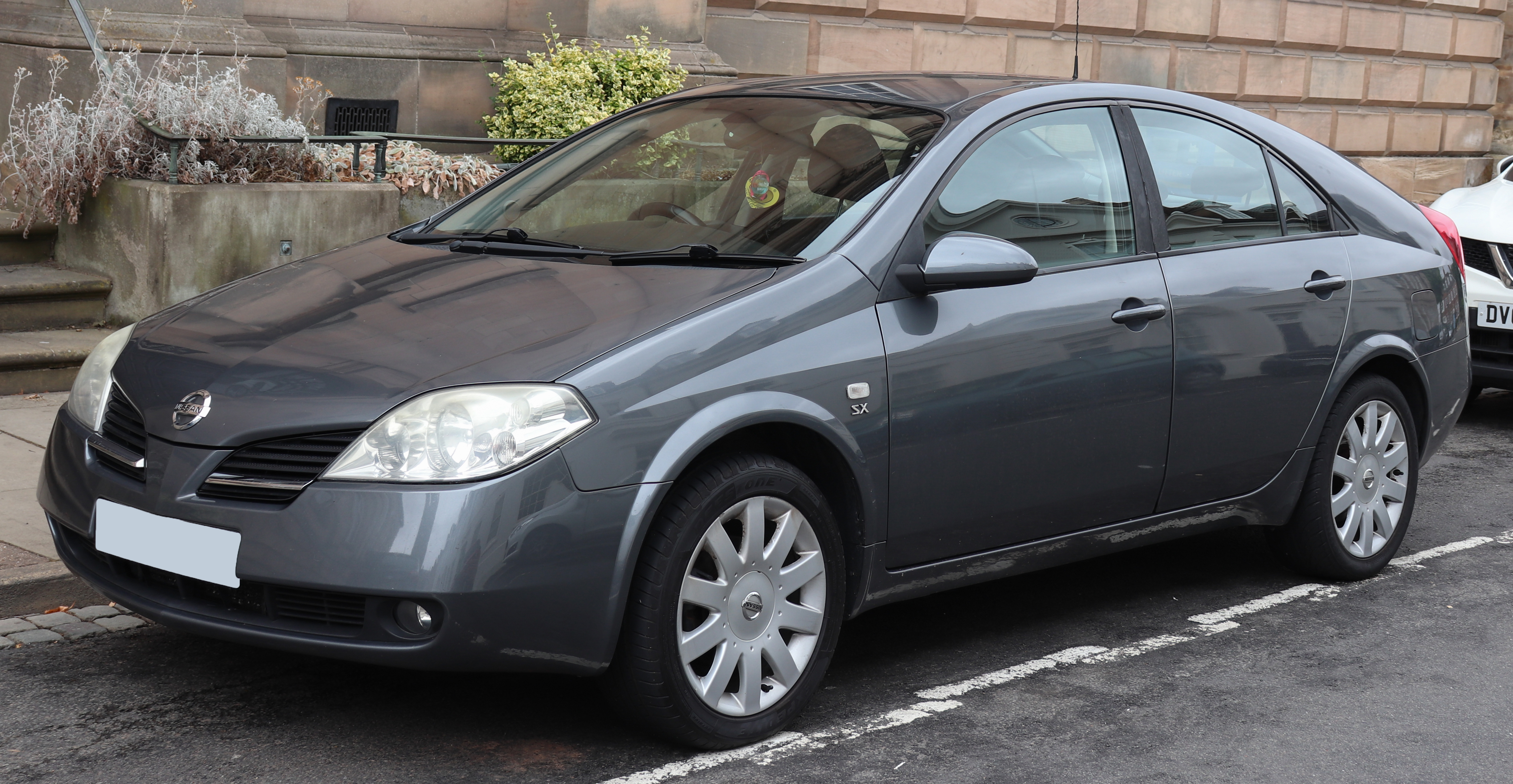
Generation 3 (P12) framifrån
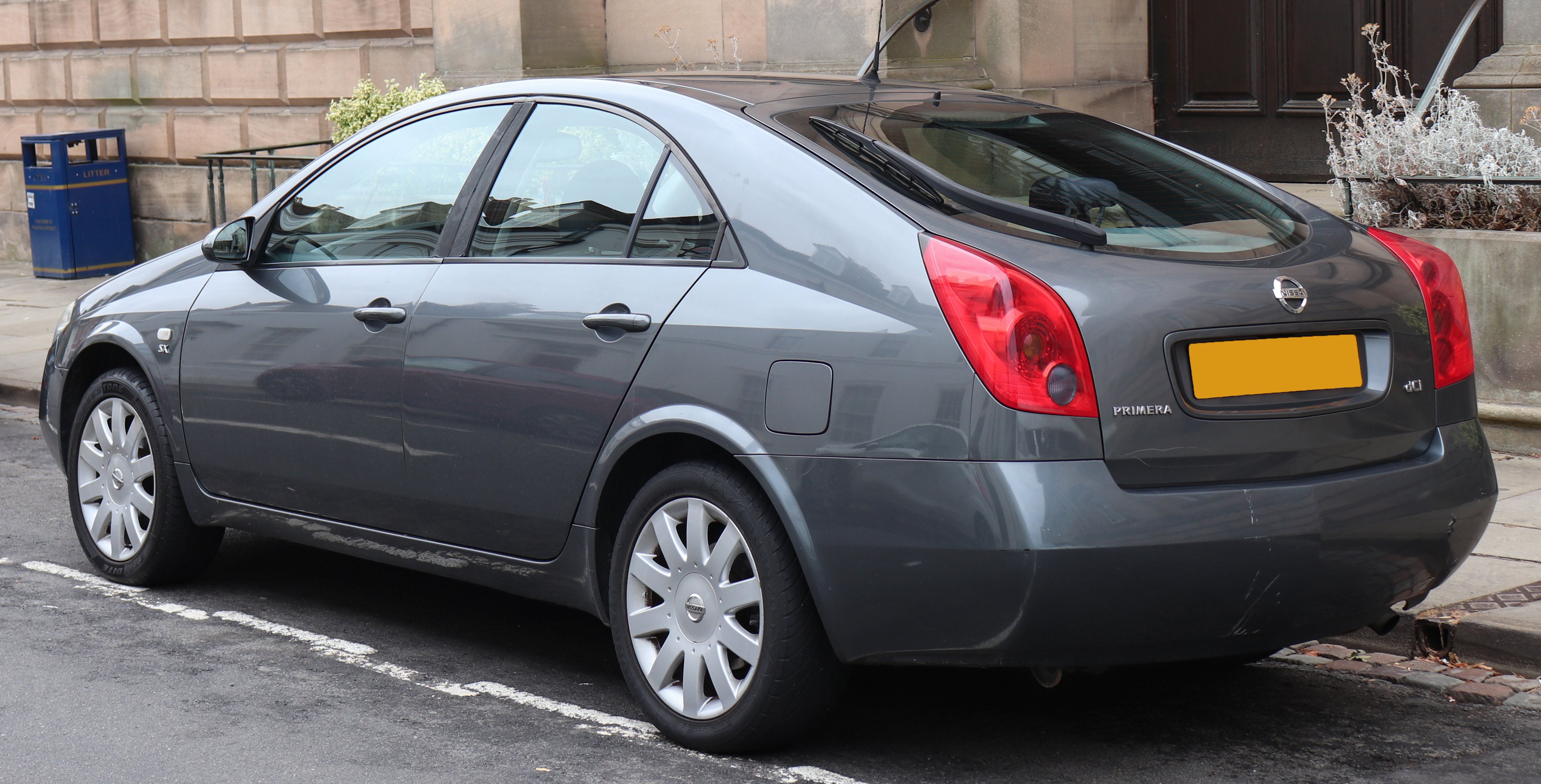
Generation 3 (P12) bakifrån

- Wikimedia Commons har media som rör Nissan Primera.